# Piotrowice Małe, Warmińsko-Mazurskie
Piotrowice Małe [pjɔtrɔˈvit͡sɛ ˈmawɛ] (tiếng Đức: Klein Peterwitz)  là một ngôi làng ở quận hành chính của Gmina Biskupiec, trong huyện Nowomiejski, Warmińsko-Mazurskie, ở miền bắc Ba Lan. Nó nằm khoảng 5 kilômét (3 mi)   phía bắc Biskupiec, 22 km (14 mi) về phía tây bắc của Nowe Miasto Lubawskie và 82 km (51 mi) về phía tây của thủ đô khu vực Olsztyn.
Làng có dân số 120 người.